# Fernando Espinoza Cárcamo
Fernando Hernán Espinoza Cárcamo (Hualqui, Chile, 16 de mayo de 1991) es un exfutbolista chileno. Jugaba de volante y su último equipo fue el Unión San Felipe de la Primera B de Chile. 

## Trayectoria
Surgido de las inferiores de Huachipato, sube al primer equipo en 2010 y fue considerado como uno de los jugadores más prometedores. Tras disputar cinco partidos por Huachipato, fichó por el FC Milsami de la División Nacional de Moldavia en 2011, incluso sale campeón de liga con el equipo en 2012. Después de dos temporadas en Moldavia, regresó a Huachipato en 2013, en la siguiente temporada firmó contrato con Unión San Felipe por un año, días después de terminado su vínculo con el cuadro del aconcagua, su carrera de futbolista se vería truncada, debido a un grave accidente de tránsito del cual sobrevive, pero por la gravedad de sus lesiones, no podrá jugar más al fútbol. Varios compañeros, sobre todo de Huachipato, han demostrado su apoyo y solidaridad con el jugador, realizando subastas para ayudar con el pago de los gastos médicos de su hospitalización.

## Selección nacional
En el año 2009 fue parte de la selección que participó en los "Juegos Olímpicos de la Juventud" en Australia, donde se midió con los representativos de China, Estados Unidos y la escuadra local de la categoría Sub-18, también disputó dos encuentros amistosos ante la selección de Nueva Zelanda Sub-18

### Participaciones en Copas Amistosas Juveniles
| Copa                                   | Sede      | Resultado |
| -------------------------------------- | --------- | --------- |
| Australian Youth Olympic Festival 2009 | Australia | 2º lugar  |

## Clubes
| Club             | País     | Año       |
| ---------------- | -------- | --------- |
| Huachipato       | Chile    | 2010-2011 |
| FC Milsami       | Moldavia | 2012-2013 |
| Huachipato       | Chile    | 2013-2014 |
| Unión San Felipe | Chile    | 2014-2015 |

## Palmarés

### Campeonatos nacionales
| Título           | Club       | País     | Año  |
| ---------------- | ---------- | -------- | ---- |
| Copa de Moldavia | FC Milsami | Moldavia | 2012 |